# تسیل (آریزونا)
تسیل (به انگلیسی: Tsaile) یک منطقهٔ مسکونی در ایالات متحده آمریکا است که در شهرستان آپاچی، آریزونا واقع شده‌است. تسیل ۱۵٫۵۵ کیلومتر مربع مساحت و ۱٬۳۸۰ نفر جمعیت دارد و ۲٬۱۷۷ متر بالاتر از سطح دریا قرار دارد.